# Sezione archeologica Enrico Bianchetti del Museo del paesaggio
La Sezione archeologica del Museo del paesaggio di Pallanza ha sede nel palazzo municipale di Ornavasso, paese della provincia del Verbano-Cusio-Ossola, dove è stato allestito un museo intitolato a Enrico Bianchetti (1834 - 1894) archeologo e storico locale al quale si devono la scoperta e lo scavo della necropoli di Ornavasso.

## La collezione
Il museo conserva importanti materiali archeologici di diversa provenienza ma il suo nucleo principale è costituito dai corredi tombali della necropoli di Ornavasso, messa in luce tra il 1890 e il 1893 poco a nord del centro abitato, in occasione degli scavi per la realizzazione della ferrovia Novara-Domodossola. La necropoli è costituita da due sepolcreti uno in località San Bernardo, dove furono scavate 183 tombe, e l'altro in località In Persona, a poca distanza dal primo, che ha restituito 165 sepolture.
I lavori di scavo furono diretti e finanziati personalmente da Enrico Bianchetti che, espose i reperti messi in luce, in un Museo allestito nel suo palazzo di Ornavasso. Nel 1961 l'intera collezione Bianchetti venne acquistata da Vittorio Tonolli e trasferita a Pallanza, dove fu esposta a Palazzo Viani Dugnani, sede principale del Museo del Paesaggio. Nel 2016 la collezione è ritornata ad Ornavasso dove è attualmente conservata e in parte esposta in quattro sale del museo allestito appositamente per accoglierla in quattro sale al pianterreno del palazzo municipale.  Il nuovo allestimento è stato inaugurato nel febbraio 2019..
Altre collezioni, attualmente non esposte, consistono in una raccolta di oggetti provenienti dalla Daunia, datati tra l'VIII e il IV secolo avanti Cristo, Magna Grecia, riunita da don Secondo Falciola di Miazzina, da una seconda raccolta, depositata dal Club Alpino Italiano sezione di Intra, consistente in reperti provenienti dal territorio falisco (IV-III secolo avanti Cristo) e da alcuni oggetti rinvenuti in area verbanese. Altri oggetti archeologici di provenienza magno-greca, recuperati in seguito a sequestro, sono stati depositati dalla Soprintendenza ai Beni archeologici del Verbano Cusio Ossola

## Il percorso
Il percorso del museo si articola in quattro sale.

### Prima sala

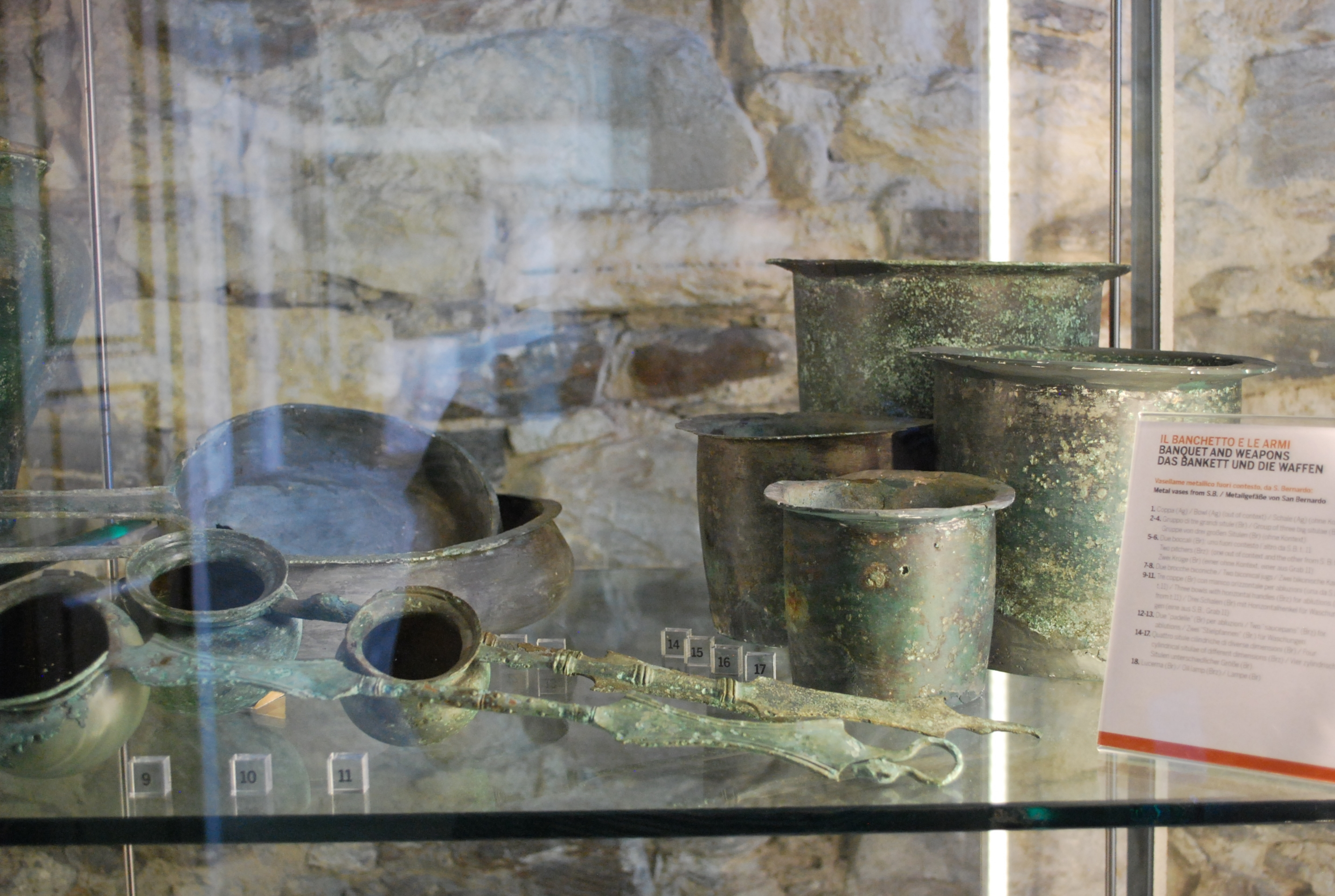
Il banhetto e le armi, Sala 1

Nella prima sala sono illustrate le caratteristiche del nucleo umano a cui fa riferimento la necropoli. Vi si trova una esemplificazione delle risorse del territorio, tra le quali assumono particolare importanza quelle minerarie, seguita dall'esposizione di attrezzi e strumenti da lavoro legati all'agricoltura, alla pastorizia e allo sfruttamento dei boschi e monete, testimoni del transito di persone e probabilmente della riscossione di pedaggi.
I ritrovamenti di resti di cibo sono limitati a gusci di nocciole e a un pinolo, questo non proveniente dal territorio e quindi ulteriore testimonianza di contatti con popolazioni del centro e del sud della Penisola. Alla produzione di frumento, segale, farro e orzo si accompagnava la raccolta delle noci e la coltivazione della vite. A questo aspetto del quotidiano sono associate le olle e i tegami a tre piedi ed in epoca successiva le teglie di tipo mediterraneo con rivestimento impermeabile rosso.
La sezione dedicata alle armi illustra le diverse tipologie di spade dalle quali si possono ricostruire i vari modi di combattere. La straordinaria concentrazione di vasellame di bronzo, con esemplari anche d'argento, è indice di una organizzazione sociale complessa in cui è presente una aristocrazia in grado di procurarsi preziosi oggetti provenienti dalla Penisola acquistandoli o ricevendoli in dono o in cambio di prodotti locali.
Una vetrina è dedicata al vasellame destinato al bere, con le caratteristiche "fiasche a trottola", borracce dalle quali si beveva direttamente il vino, che, sotto l'influenza romana, hanno lasciato il posto ad altri tipi di recipienti dai quali le bevande venivano versate in bicchieri o coppe. Allo stesso modo le scodelle da polenta o da zuppa sono state progressivamente sostituite dai piatti.
La parte dedicata al vestiario e alla cura del corpo documenta un profondo attaccamento, soprattutto delle donne di rango elevato, al costume tradizionale della tribù dei Leponzi. Il costume era costituito da una tunica con cintura in vita e da una sopraveste fermata e chiusa sulle spalle da due fibule. Poche sono le informazioni sul costume maschile ma ritrovamenti di cesoie per tagliare i capelli, rasoi, strigili e pinzette descrivono una popolazione in cui la cura del corpo è un aspetto rilevante del quotidiano.

### Seconda sala
La seconda sala, utilizzata per proiezione di carattere didattico e conferenze contiene un grande pannello con le principali nozioni sul territorio dei Leponzi e la localizzazione dei due sepolcreti che compongono la necropoli. Nella sala è possibile assistere alla proiezione di un filmato sulla storia degli scavi della necropoli.

### Terza sala

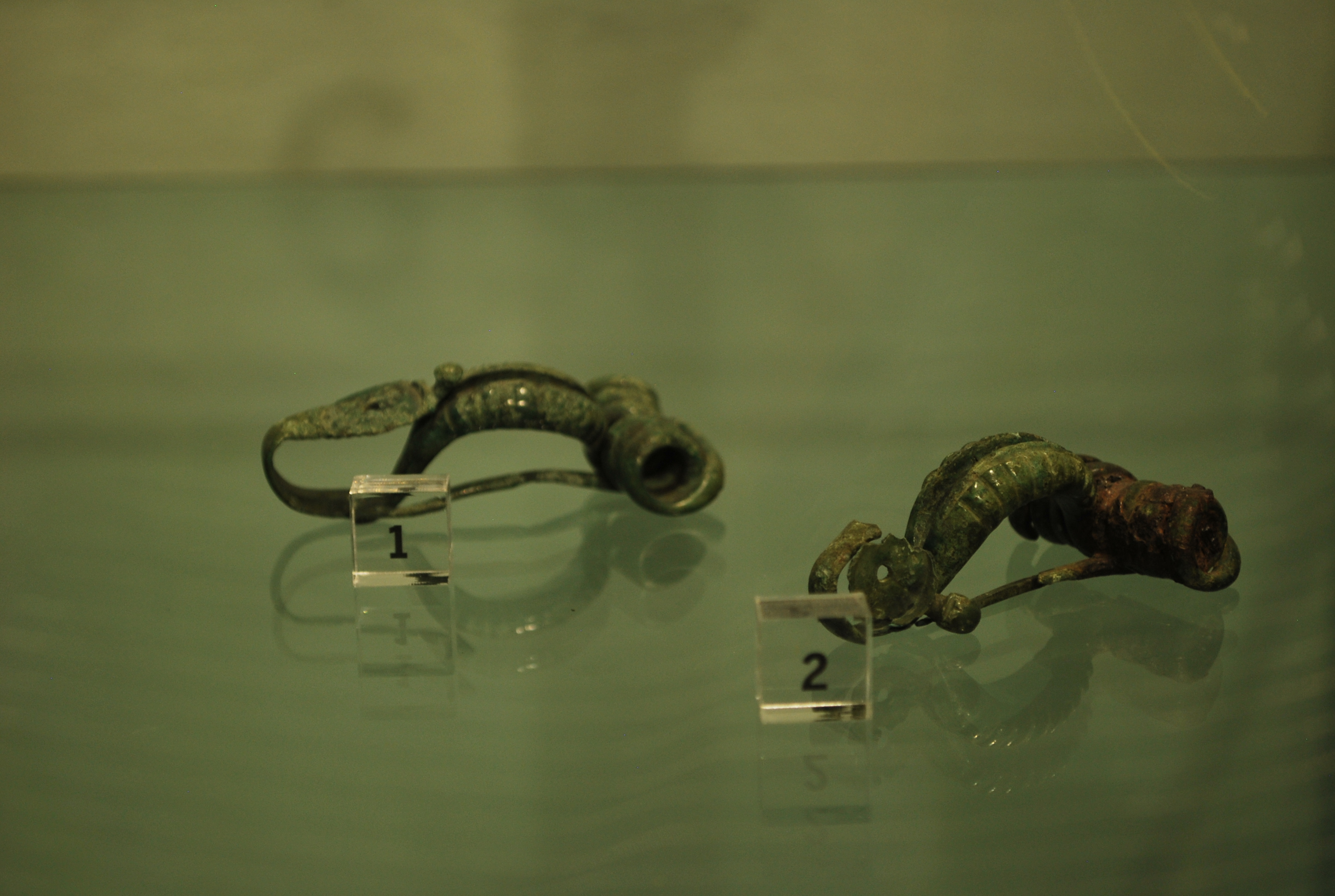
Fibule in bronzo con inserti in corallo (Tomba 139)

Vi sono esposti undici corredi funerari del sepolcreto di San Bernardo tra i quali i tre più antichi. Del corredo femminile della tomba 139, appartenente ad una donna di rango elevato del III e del II secolo avanti Cristo, fa parte una coppia di fibule in bronzo che aveva originariamente inserti in corallo rosso. L'altro corredo femminile (tomba 68), di poco successivo, comprende una fibula di tipo leggermente diverso ma anch'essa con inserti di corallo, esemplari simili a molti altri rinvenuti nel Canton Ticino che fanno supporre un'origine delle donne da quei luoghi.
Tra gli oggetti più notevoli presenti nei corredi esposti in questa sala vi sono i gioielli di argento caratteristici del costume delle donne leponzie di rango elevato del II e del I secolo avanti Cristo, un amuleto di pasta vitrea di origine orientale, bracciali di vetro originari della Valle del Reno, monete romane, una fusaiola di pietra, una fiasca a trottola con una lunga iscrizione che descrive il dono di quattro persone alla defunta e a suo marito, probabilmente i loro figli. Una spada e ricchi ornamenti appartenuti ad un corredo maschile, tra i quali una grande fibula tipo Ornavasso, hanno accompagnato nella tomba uno dei membri di quell'aristocrazia locale che si stava formando tra la fine del II e l'inizio del I secolo avanti Cristo.
In questa sala si trovano anche i due corredi femminili più ricchi del sepolcreto di San Bernardo, appartenuti l'uno ad una giovinetta (tomba 15) e l'altro ad una donna adulta (tomba 3), accomunati dall'elevato numero di ornamenti tipicamente leponzi, dal vasellame ceramico e dai vasi in bronzo e d'argento.
Quarta sala
Le cinque vetrine della quarta sala contengono dodici corredi funerari, quattro del sepolcreto di San Bernardo e otto del sepolcreto di In Persona. Tra i primi si distinguono per la loro ricchezza quelli, principeschi, di due guerrieri sepolti a San Bernardo. Tra i reperti del primo (tomba 7) vi sono l'unica spada della necropoli il cui fodero è decorato, numerosi recipienti metallici. Tra questi vi è ciò che resta di un bacino di bronzo proveniente dalla Grecia, forse usato come cratere in cui preparare le bevande, mescolando il vino con acqua e sostanze dolcificanti o aromatiche, oppure come bacino in cui lavarsi. I vasi rinvenuti in questa tomba erano appoggiati su un basso tavolino che conferma le descrizioni degli scrittori antichi sull'abitudine celtica di banchettare intorno a bassi tavolini di legno. La tomba 6 conteneva il corredo maschile più ricco della necropoli, composto da armi, oggetti per l'igiene personale, vasi di bronzo, bicchieri e numerosi elementi del servizio da mensa.
I rinvenimenti esposti in questa sala documentano la fase di transizione tra il sepolcreto di San Bernardo, più antico e quello di In Persona, più recente, ma anche la ripresa dell'uso di quello di In Persona a secoli di distanza. In questo sepolcreto, infatti, un guerriero, forse burgundo, è stato deposto quattro secoli dopo che gli abitanti del territorio avevano finito di utilizzarlo (tomba14).

## Allestimento
La localizzazione delle tombe dalle quali provengono i corredi esposti nel Museo è riportata su un grande pannello della terza sala sul quale è riprodotta la mappa dei due sepolcreti con le sagome dei personaggi e gli oggetti che li caratterizzano. Le storie delle persone alle quali sono appartenuti i corredi, da loro narrate in prima persona, sono di fantasia ma sono costruite in base alla documentazione archeologica. I file audio sono ascoltabili tramite scansione del codice QR.